# Bedihošť
Bedihošť är en ort i Tjeckien.   Den ligger i regionen Olomouc, i den östra delen av landet, 210 km öster om huvudstaden Prag. Bedihošť ligger 208 meter över havet och antalet invånare är 1 002.
Terrängen runt Bedihošť är huvudsakligen platt, men västerut är den kuperad.Runt Bedihošť är det ganska tätbefolkat, med 160 invånare per kvadratkilometer. Närmaste större samhälle är Olomouc, 17,5 km norr om Bedihošť. Trakten runt Bedihošť består till största delen av jordbruksmark.